# Monastère de Cheia
Le monastère de Cheia, placé sous la protection de la sainte Trinité est un monastère se situant sur la rive gauche de la crique de Tâmpa. Son existence est attestée depuis 1770, l'église actuelle fut construite entre 1835 et 1839 elle fut peinte par Gheorghe Tattarescu en 1937.

## Sources
- (en) Cet article est partiellement ou en totalité issu de l’article de Wikipédia en anglais intitulé « Cheia » (voir la liste des auteurs).